# 제15회 유럽 영화상
제15회 유럽 영화상의 시상식에 관한 내용이다.

## 수상 및 후보

### 유러피안 작품상
- 그녀에게 - 페드로 알모도바르 수상

### 유러피안 감독상
- 그녀에게 - 페드로 알모도바르 수상

### 유러피안 여우주연상
- 8명의 여인들 - 까뜨린느 드뇌브 수상
- 8명의 여인들 - 이자벨 위페르 수상
- 8명의 여인들 - 엠마뉴엘 베아르 수상
- 8명의 여인들 - 화니 아르당 수상
- 8명의 여인들 - 비에르지니 르도엔 수상
- 8명의 여인들 - 다니엘 다리우 수상
- 8명의 여인들 - 루디빈 사니에 수상
- 8명의 여인들 - 퍼민 리처드 수상

### 유러피안 남우주연상
- 벨라 마샤 - 세르지오 카스텔리토 수상

### 유러피안 각본상
- 그녀에게 - 페드로 알모도바르 수상

### 유러피안 촬영상
- 피아니스트 - 파웰 에델만 수상

### 유럽영화아카데미 평생공로상
- 토니노 게라 수상

### 유럽영화아카데미 비평상
- 달콤한 열여섯 - 케네스 로치 수상

### 유럽영화아카데미 신인상
- 허클 - 기요로기 폴피 수상

### 유럽영화아카데미 다큐멘터리상
- 마지막 수업 - 니콜라 필리베르 수상

### 유럽영화아카데미 비유럽 영화상
- 신의 간섭 - 엘리아 술레이만 수상

### 베스트 유러피안 감독상
- 그녀에게 - 페드로 알모도바르 수상

### 베스트 유러피안 남우주연상
- 그녀에게 - 하비에 카마라 수상

### 베스트 유러피안 여우주연상
- 아이리스 - 케이트 윈슬렛 수상

### 유러피안 월드 시네마상
- 빅토리아 아브릴 수상

### 유럽영화아카데미 단편영화-UI
- 10분 - 아메드 이마모빅 수상